# Aurelio Craffonara
Aurelio Craffonara (Gallarate, 1875 – Genova, 1945) è stato un pittore italiano.
Il suo nome venne ripetutamente storpiato in "Graffonara", dizione che compare in cataloghi ufficiali e testi.

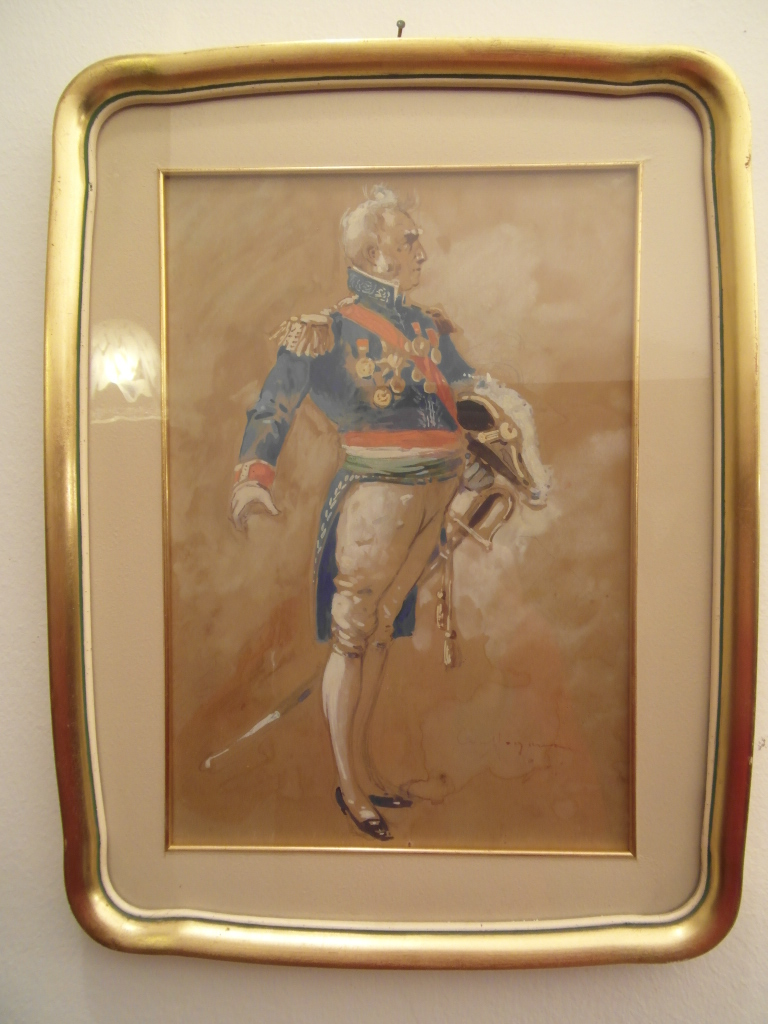
Generale napoleonico. L'acquerello illustra sia l'abilità di illustratore sia il gusto caricaturale di Aurelio Craffonara

## Biografia
Nipote del pittore trentino Giuseppe Craffonara, si trasferì a Genova ancora bambino e vi frequentò i corsi dell'Accademia Ligustica di Belle Arti di Genova, dove fu allievo di Tammar Luxoro. All'età di circa vent'anni avviò una fortunata carriera di illustratore in riviste satiriche, con lo pseudonimo "Lelo", in cartelloni, manifesti, cartoline e soprattutto in decine di libri per l'infanzia, di divulgazione storica e geografica o classici. La sua ultima opera di illustratore, 22 tavole a colori e numerose vignette, fu stampata postuma nel 1950 in una popolare edizione dei Promessi Sposi della S.E.I.
Dalla collaborazione con riviste umoristiche sviluppò un tratto vagamente grottesco o caricaturale, che caratterizza numerose sue opere e in particolare molte illustrazioni di libri per l'infanzia.
Collaborò alla rivista Il Successo come critico d'arte, abitualmente sotto lo pseudonimo "Pallestrina Goito".
All'attività di illustratore affiancò con molto successo la pittura all'acquerello. Esordì ad una mostra della Società promotrice di belle arti e le sue opere sono molto diffuse nelle collezioni private genovesi. Più raramente dipinse ad olio o realizzò piccole opere caricaturali in ceramica. Operò anche come decoratore sia in padiglioni di esposizione, come quella industriale di Genova del 1901 o quella romana del 1911, sia nella ex-sede del Banco di Chiavari e della Riviera Ligure in via Garibaldi a Genova (poi Banca Popolare di Lodi).

## Mostre e onorificenze
Dal 1915 fu iscritto come "professore di merito" dell'Accademia ligustica di belle arti. Partecipò a numerose esposizioni nazionali ed internazionali, dove espose soprattutto acquarelli. Partecipò ripetutamente alle mostre indette dalla Associazione degli Acquerellisti Lombardi sin dalla prima esposizione, svoltasi nel 1911 presso La Permanente.
Oltre che a Genova e a Milano, espose a Trieste, Taranto, Napoli, Liegi, Anversa, Londra, Monaco, Città del Capo, Il Cairo e altre località. 
Poco dopo la sua morte vennero allestite numerose mostre commemorative alla galleria Ranzini di Genova nel 1946, alla galleria S. Redegonda di Milano nel 1949, e alla galleria De Pasquali nel 1952 e 1965 e alla galleria Bartenor nel 1954, sempre a Genova.
Sue opere sono conservate, tra le altre, nel Museo d'arte moderna di Genova-Nervi (GAM) e nel Museo del Risorgimento e di storia contemporanea di Milano.